# Artropatia per dipòsit de cristalls
L'artropatia per dipòsit de cristalls és una classe de trastorns articulars (anomenat artropatia) que es caracteritza per l'acumulació de minúsculs cristalls en una o més articulacions. La microscòpia polaritzadora i l'aplicació d'altres tècniques cristal·logràfiques han millorat la identificació de diferents microcristalls, inclosos els d'urat monosòdic, el pirofosfat de calci dihidrat, la hidroxiapatita de calci i l'oxalat de calci.

## Tipus
| Nom                                             | Substància dipositada | Birefringència |
| ----------------------------------------------- | --------------------- | -------------- |
| Gota                                            | àcid úric             | negativa       |
| Condrocalcinosi també coneguda com a pseudogota | pirofosfat de calci   | positiva       |